# Informatiesysteem Interne Markt
Het Informatiesysteem Interne Markt (IMI) is een beveiligde Internettoepassing die overheidsinstanties in de Europese Economische Ruimte met elkaar verbindt. Het is ontwikkeld door de Europese Commissie in samenwerking met de lidstaten van de Europese Unie om grensoverschrijdende overheidssamenwerking te vergemakkelijken. Nationale, regionale en lokale overheden kunnen via IMI hun partners in het buitenland vinden en informatie met hen uitwisselen. Door middel van voorvertaalde standaardvragen en antwoorden en het gebruik van automatische vertaling kunnen deze overheden in hun eigen taal met elkaar communiceren.

## Achtergrond
Wetgeving met betrekking tot de Interne markt van de Europese Unie verplicht bevoegde instanties hun partners in het buitenland te assisteren en te voorzien van informatie waar dat nodig is. Bepaalde internemarktwetgeving noodzaakt ook onderlinge communicatie tussen de lidstaten en de Europese Commissie (bijvoorbeeld voor de notificatie van nieuwe of gewijzigde nationale wetgeving voortvloeiend uit wetgeving van de Europese Unie). IMI is ontwikkeld om deze dagelijkse uitwisseling van informatie te faciliteren.
IMI is opgestart in februari 2008. De ontwikkeling en het onderhoud van IMI worden sinds juli 2010 gefinancierd door het ISA programma van de Europese Unie. ISA is de opvolger van het IDABC programma, dat IMI aanvankelijk financierde maar op 31 december 2009 tot een einde kwam. 
IMI is een van de governance-instrumenten van de Interne Markt. Andere instrumenten zijn Uw Europa, Uw Europa – Advies, SOLVIT en de Centrale Contactpunten.
IMI past een "privacy by design"-aanpak toe, wat inhoudt dat bescherming van de privacy en persoonsgegevens in alle ontwikkelingsfases van IMI gegarandeerd wordt. Deze is ontwikkeld in overleg met de Europees Toezichthouder voor gegevensbescherming (EDPS).

## Hoofdrolspelers
IMI is gedecentraliseerd opgezet. De verantwoordelijkheid voor de praktische uitvoering van IMI ligt daarom bij de individuele lidstaten. Er zijn verschillende actoren die een rol spelen in het netwerk van IMI.

### Bevoegde autoriteiten
Bevoegde autoriteiten zijn de eindgebruikers van IMI. Deze publieke instanties hebben bevoegdheden gekregen voor de uitvoering van bepaalde taken binnen de internemarktwetgeving. De bevoegde autoriteiten functioneren zowel op nationaal als regionaal en lokaal niveau. 

### IMI-coördinatoren
In iedere lidstaat is er een nationale IMI-coördinator (NIMIC). Deze is vaak gepositioneerd in een ministerie van de nationale overheid. Nationale IMI coördinatoren zorgen ervoor dat de uitvoering en toepassing van IMI voorspoedig verloopt in hun land. Zij mogen een deel van hun verantwoordelijkheden delegeren aan andere coördinatoren die op hun beurt verantwoordelijk zijn voor bijvoorbeeld een bepaald beleidsterrein of geografisch gebied. Dit is geheel afhankelijk van de administratieve structuren in de individuele lidstaten. 

### Europese Commissie
De Europese Commissie is verantwoordelijk voor de ontwikkeling en het onderhoud van IMI, voor helpdesk services en voor trainingen. Ze geven ook leiding en support aan het netwerk van IMI coördinatoren, bevorderen de uitbreiding van IMI naar andere beleidsterreinen en rapporteren over het functioneren van het systeem.

## IMI-workflows
IMI beschikt over een aantal functies om administratieve samenwerking tussen de lidstaten van de Europese Economische Ruimte te ondersteunen.

### Informatieverzoeken
Wanneer een bevoegde autoriteit informatie nodig heeft van een partner in het buitenland, kan deze een informatieverzoek opstellen en verzenden. Dit uitwisselingsmechanisme gebruikt standaardvragen en antwoorden die in alle EU talen beschikbaar zijn. Alleen de bevoegde autoriteiten die direct betrokken zijn bij een informatie-uitwisseling hebben toegang tot de inhoud daarvan. Een praktisch voorbeeld van een informatieverzoek is wanneer een Duitse leraar zijn activiteiten door wil zetten in Portugal. De Portugese autoriteit moet dan de authenticiteit van zijn gescand diploma verifiëren. Het kan IMI gebruiken om een informatieverzoek te sturen naar de partnerautoriteit in Duitsland. Deze autoriteit kan het verzoek accepteren en een antwoord terug sturen naar de autoriteit in Portugal. Dankzij de voor vertaalde vraag- en antwoordlijsten kunnen beide autoriteiten in hun eigen taal communiceren.

### Notificaties
Door middel van notificaties kunnen autoriteiten een of meerdere bevoegde autoriteiten en/of de Europese Commissie waarschuwen of notificeren. De Dienstenrichtlijn bijvoorbeeld verplicht lidstaten om elkaar te waarschuwen bij potentieel gevaar voor de gezondheid en veiligheid van mens of milieu veroorzaakt in de dienstensector.

### Repositories
IMI repositories zijn online databases die beschikken over gegevens voor bepaalde wetgevingsgebieden. Een voorbeeld van een repository is een verzameling van registers die worden bijgehouden door de bevoegde autoriteiten in de Europese Economische Ruimte. Deze databases zijn uitgerust met een meertalige zoekfunctie. De inhoud van een repository kan toegankelijk zijn voor een beperkte groep bevoegde autoriteiten of voor alle IMI gebruikers. 

## Juridisch kader
IMI wordt in alle lidstaten van de Europese Economische Ruimte gebruikt voor de administratieve samenwerking bij de uitvoering van de Richtlijn Beroepskwalificaties (2005/36/EC), de Dienstenrichtlijn (2006/123/EC) en, als pilotproject, de Detacheringsrichtlijn. Verdere uitbreiding naar andere beleidsterreinen wordt voorzien in de toekomst. Bijvoorbeeld, de Verordening grensoverschrijdend transport van Eurocontanten over de weg tussen lidstaten van de eurozone en de Richtlijn betreffende de toepassing van de rechten van patiënten bij grensoverschrijdende gezondheidszorg.
Het doel van IMI is zich te ontwikkelen tot "een flexibel hulpmiddel ten dienste van de bestuurlijke samenwerking dat bijdraagt tot een beter beheer van de Interne Markt."
De IMI-verordening is sinds december 2012 van kracht. De verordening beschrijft regels voor het verwerken van persoonsgegevens en databescherming en bepaalt de gang van zaken indien IMI op nieuwe beleidsterreinen gebruikt wenst te worden. 